# シチジン
シチジン（Cytidine）は、ピリミジンヌクレオシドの1つでシトシンがリボース環にβ-N1-グリコシド結合で接続した構造をもつ物質〈ヌクレオチド参照〉である。
シトシンがデオキシリボース環に接合しているものは、デオキシシチジンである。
亜硝酸を作用させると、ウリジンになる。吸収極大波長はpHで変化し、pH2で280nm、pH12で271nmである。